# Франческо Коссіґа
Франческо Коссіґа (італ. Francesco Cossíga; 26 липня 1928, Сассарі, Сардинія, Італія — 17 серпня 2010, Рим, Італія) — італійський політичний діяч. У 1979—1980 — голова Ради міністрів Італії. У 1985—1992 — Президент країни. По тому — довічний сенатор, Почесний Президент Італії.

## Життєпис
Коссіґа прийшов в італійську політику в самому кінці війни, в 1945 у віці 17 років вступивши у Християнсько-демократичну партію Італії. З 1963 року входив до керівництва парламентської групи ХДП, в 1974 вперше обійняв посаду в уряді країни. Два роки опісля Коссіґа став міністром внутрішніх справ, а в 1979 і 1980 роках деякий час очолював Раду міністрів Італії.
У 1983 Франческо Коссіґа став головою італійського Сенату, а в 1985 був обраний президентом республіки, ставши наймолодшим президентом країни. На цій посаді він пробув до 1992 року.
Після чотирьох років перебування на посту президента — не найважливішої посади в політичній системі Італії — Коссіґа на рубежі 1980-х — 1990-х років почав закликати до політичної перебудови країни і, зокрема, до перетворення Італії на президентську республіку. Це породило конфлікт з прем'єр-міністром Джуліо Андреотті і ледь не призвело до імпічменту Коссіґи.
За три місяці до офіційного закінчення президентських повноважень Коссіґа залишив посаду і став, як належить колишньому главі італійської держави, довічним сенатором. Згодом він також отримав титул Почесного президента Італії.
На посаді довічного сенатора Коссіґа запам'ятався своїм висловлюванням щодо терактів 11 вересня 2001 року в Нью-Йорку. За його словами, напад на башти-близнюки було «організовано ЦРУ за допомогою Моссаду та світового сіонізму» і з відома лідерів усіх демократичних держав Європи.

### Хронологія
1945—1985 — член Християнсько-демократичної партії (ХДП).
З 1958 депутат Парламенту Італії.
З 1963 — член керівництва парламентської групи ХДП.
1974—1976 — міністр без портфеля з питань державної адміністрації.
1976—1978 — міністр внутрішніх справ Італії. Провів реорганізацію поліції і створив перший підрозділ для боротьби з тероризмом. Після загибелі Альдо Моро пішов у відставку.
З серпня 1979 по березень 1980 та у квітні-вересні 1980 — голова Ради міністрів Італії.
1983—1985 — Голова Сенату Італійської Республіки.
24 червня 1985 обраний президентом Італії на спільному засіданні двох палат парламенту вже в ході першого обговорення. Пробув на цій посаді з 3 липня 1985 по 28 квітня 1992 року, до закінчення терміну повноважень.
З 28 квітня 1992 року — Довічний сенатор. Декретом Голови Ради міністрів проголошений Почесним Президентом Італії.

## Нагороди
- Великий хрест ордена «За заслуги перед Італійською Республікою» декорований великою стрічкою
- Командор ордена «За заслуги перед Італійською Республікою»
- Бальї — кавалер Великого хреста Мальтійського ордену
- Великий хрест ордена Леопольда I (Бельгія)
- Ланцюг ордена Визволителя Сан-Мартина (Аргентина)
- Ланцюг ордена Південного хреста (Бразилія)
- Ланцюг ордена Незалежності (Катар)
- Ланцюг ордена Пія (Ватикан)
- Ланцюг ордена Серафимів (Швеція)
- Ланцюг ордена Болівара (Венесуела)
- Ланцюг ордена Заслуг (Чилі)
- Ланцюг ордена Хуссейна (Йорданія)
- Ланцюг ордена Інфанта дона Енріке (Португалія)
- Великий хрест ордена Почесного легіону (Франція)
- Великий хрест ордена Святого Марина (Сан Марино)
- Орден Прапора Угорщини 1 ступеня.
- Великий хрест ордена Заслуг (Польща)
- Великий Командорський хрест ордена Данеброг
- Великий хрест ордена «Al Merito Melitense» (Мальтійський орден)
- Великий хрест ордена Святого Михайла і Святого Георгія (Велика Британія)
- Великий хрест ордена Христа (Португалія)
- Великий хрест ордена 7 листопада (Туніс)
- Великий хрест ордена Лазні (Велика Британія)
- Великий хрест ордена Оранських-Нассау (Нідерланди)
- Великий хрест ордена Заслуг (Єгипет)
- Великий хрест ордена Дубовой корони (Люксембург)
- Великий хрест ордена «За заслуги перед ФРН»
- Великий хрест ордена Сокола (Ісландія)
- Великий офіцер ордена Ацтекського орла (Мексика)
- Великий офіцер ордена Відродження Польщі
- Орден Короля Томіслава (Хорватія)
- Великий хрест Червоного хреста Італії.